# Liga de Lucha por los Derechos de los Negros
La Liga de Lucha por los Derechos de los Negros (en inglés y originalmente: League of Struggle for Negro Rights) fue organizada por el Partido Comunista en 1930 como sucesora del Congreso Laborista Negro de Norteamérica.La Liga fue particularmente activa en el apoyo a los " Scottsboro Boys ", nueve hombres negros condenados a muerte en 1931 por una violación de la que eran inocentes.  También hizo campaña por una nación negra separada en el Sur de los EE. UU., una de las políticas del Partido Comunista a principios de la década de 1930, y contra la brutalidad policial, la ocupación italiana de Etiopía y las leyes Jim Crow, defendiendo una política de oposición al fascismo y apoyo a la Unión Soviética.
Langston Hughes se convirtió en su presidente en 1934, mientras que Harry Haywood fue su secretario general. Otra líder destacada fue Bonita Williams, una migrante del Caribe británico residente en Harlem, que se unió al grupo tras abandonar el garveyismo. Durante su tiempo en la liga, Williams organizó "Flying Squads" (escuadrones voladores), que ayudaron a las amas de casa a protestar contra los precios excesivos de los alimentos". 
La organización desapareció después de 1935, cuando el Partido Comunista, como parte de su estrategia de formar un Frente Popular, se unió a otras organizaciones e individuos no comunistas para formar el Congreso Nacional Negro.

## Panfletos
- El Sur viene al Norte en el caso Scottsboro de Detroit por Harry Haywood Nueva York : Publicado para la Liga de Lucha por los Derechos de los Negros, por Workers' Library Publishers, 1932
- ¡No morirán! La historia de Scottsboro en imágenes; ¡Basta de linchamientos legales! por Elizabeth Lawson, Anton Refregier y BD Amis Nueva York: Publicado para la Liga de Lucha por los Derechos de los Negros, por Workers' Library Publishers, 1932
- Igualdad, tierra y libertad: un programa para la liberación de los negros Nueva York : Liga de Lucha por los Derechos de los Negros, 1933
- El caso Borden : la lucha por los derechos de los negros en Boston, bajo el liderazgo de LSNR Boston : La Liga, 1934.
- "No se puede matar a la clase trabajadora", Nueva York: Defensa Laboral Internacional y Liga de Lucha por los Derechos de los Negros, 1937.